# 落合渉悟
落合 渉悟（おちあい しょうご、1990年 - ）は、日本の起業家、技術者、著述家。
ブロックチェーン領域で事業や執筆活動を行っており、特にイーサリアムに関連した実績が多い。著書として『僕たちはメタ国家で暮らすことに決めた』がある。訳書にはオライリージャパン社より「マスタリング・イーサリアム」。TEDx登壇やWired特集等の実績もある。

## 来歴
鹿児島県薩摩川内市生まれ。九州大学工学部物質科学工学科在学中にプログラミングを開始し、23歳に渋谷でフリーランス開発者、26歳にインドネシアでファッション通販アプリ会社のCTO。28歳でブロックチェーン関連企業を立ち上げ、東京大学特任研究員や大阪大学特任研究員に就任。イーサリアムの高速化やDAO技術の公共組織転用(Alga)などの業績を残す。佐賀県で「Solidity House」というSolidity技術の塾を運営している。福岡ブロックチェーンコンソーシアムの発起人。ニムロッドについて、著者の上田岳弘と対談したことがある。
岡部典孝や小宮自由とは旧知の仲であり、特に岡部が率いるJPYCと業務提携を行っている。
2023年10月25日にEthereum改善提案ERC-7546を提案し、汎用的なスマートコントラクトアップグレードデザインパターンを公開した。ERC-7546を採用したスマートコントラクトフレームワークにmetacontract/mcがある。
2023年11月1日の佐賀新聞朝刊にて【嬉野の古民家で「ウェブ３」合宿所 移住者で大阪大学特任研究員の落合渉悟さんが開設】としてSolidity Houseでの活動が特集された。
2024年3月14日の日経新聞夕刊にて【落合渉悟さん　佐賀の古民家でブロックチェーン人材塾 圧倒的な技術者不足の解消へ】としてSolidity Houseでの活動が特集された。
2025年1月3日の毎日新聞朝刊1面にて【「政治家」は必要ですか?　暗号技術が生む新しい民主主義モデル】として自治DAOの事例が特集された。また、同3面にて【AIによる人権侵害リスク、政治家に代わって抑える解決策】として監視資本主義に対する自治DAOによる腐敗緩和策が特集された。